# Don't Let Me Be Misunderstood
«Don't Let Me Be Misunderstood» (distribuida comercialmente en algunos países con el título en español "No me malinterpretes"[cita requerida]) es una canción escrita por Bennie Benjamin, Gloria Caldwell y Sol Marcus para la cantante y pianista de jazz estadounidense Nina Simone, grabada por primera vez en 1964. Ha tenido distintas versiones: muchas bandas y artistas, y de entre ellos destaca la versión de Santa Esmeralda y The Animals.

## Versiones
- The Animals
- Jon English
- Joe Cocker
- Conexión
- Santa Esmeralda
- The Moody Blues
- Elvis Costello
- Cyndi Lauper
- Tony Moran
- Arthur Brown
- Uthanda
- Julie Driscoll y Brian Auger
- King Kong & D'Jungle Girls
- Mike Batt
- Trevor Rabin
- No Mercy
- John Legend
- Lou Rawls
- Gary Moore
- Robben Ford
- New Buffalo
- Farhad Mehrad
- Shahram Shabpareh
- The Killers
- Doug Anthony All Stars
- Di'Anno
- Meshell Ndegeocello
- Savage Circus
- King Køng
- Place of Skulls
- Jamie Cullum
- Dire Straits
- Lone Star
- Los Cuervos Cuenca Ecuador
- Cat Stevens (Yusuf Islam)
- Common
- Lil Wayne
- Brent Smith (Shinedown)
- Lana Del Rey
- Lady Gaga (Junto a Brian Newman)